# Cishansi-Grotten
Die Cishansi-Grotten oder der Cishan-Höhlentempel  (chinesisch 慈善寺石窟, Pinyin Císhànsì shíkū, englisch Cishansi Temple / Cishansi Grottoes / Cishan Monastery) sind ein buddhistischer Höhlentempel im Kreis Linyou der bezirksfreien Stadt Baoji im Westen der chinesischen Provinz Shaanxi. Sie liegen am südwestlichen Ufer des Flusses Qishui He. Die Grotten wurden seit der Sui- und Tang-Dynastie gegraben.
Die Cishansi-Grotten (Cishansi shiku) stehen seit 2001 auf der Liste der Denkmäler der Volksrepublik China (5-467).